# ارکیده خورشیدی لاجوردی
ارکیده خورشیدی لاجوردی (نام علمی: Thelymitra azurea) نام یک گونه از سرده ارکیده‌های خورشیدی است.